# Студенческие протесты в Чили (2011—2013)

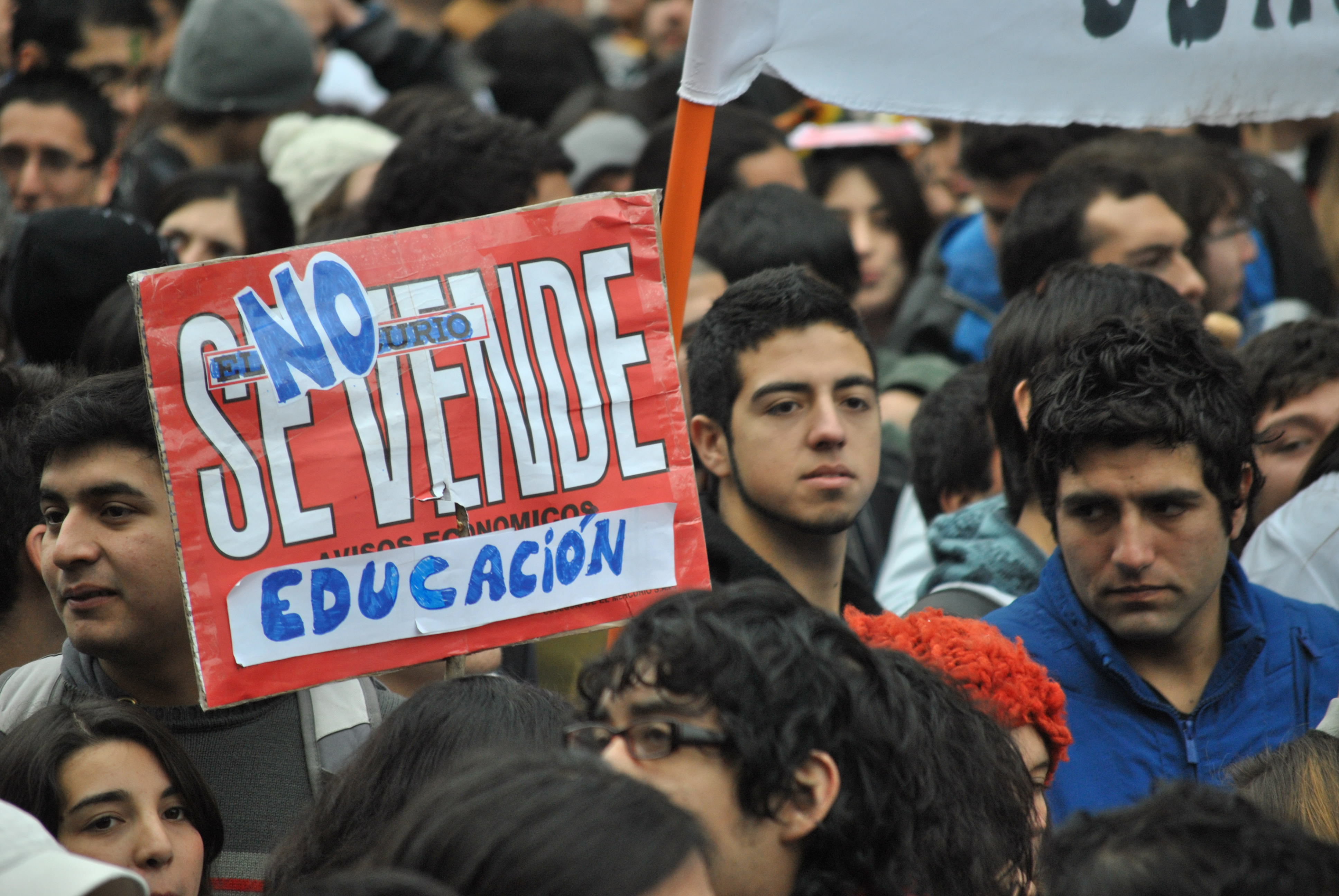
Кадр с чилийского студенческого протеста. Надпись «Образование — не товар»

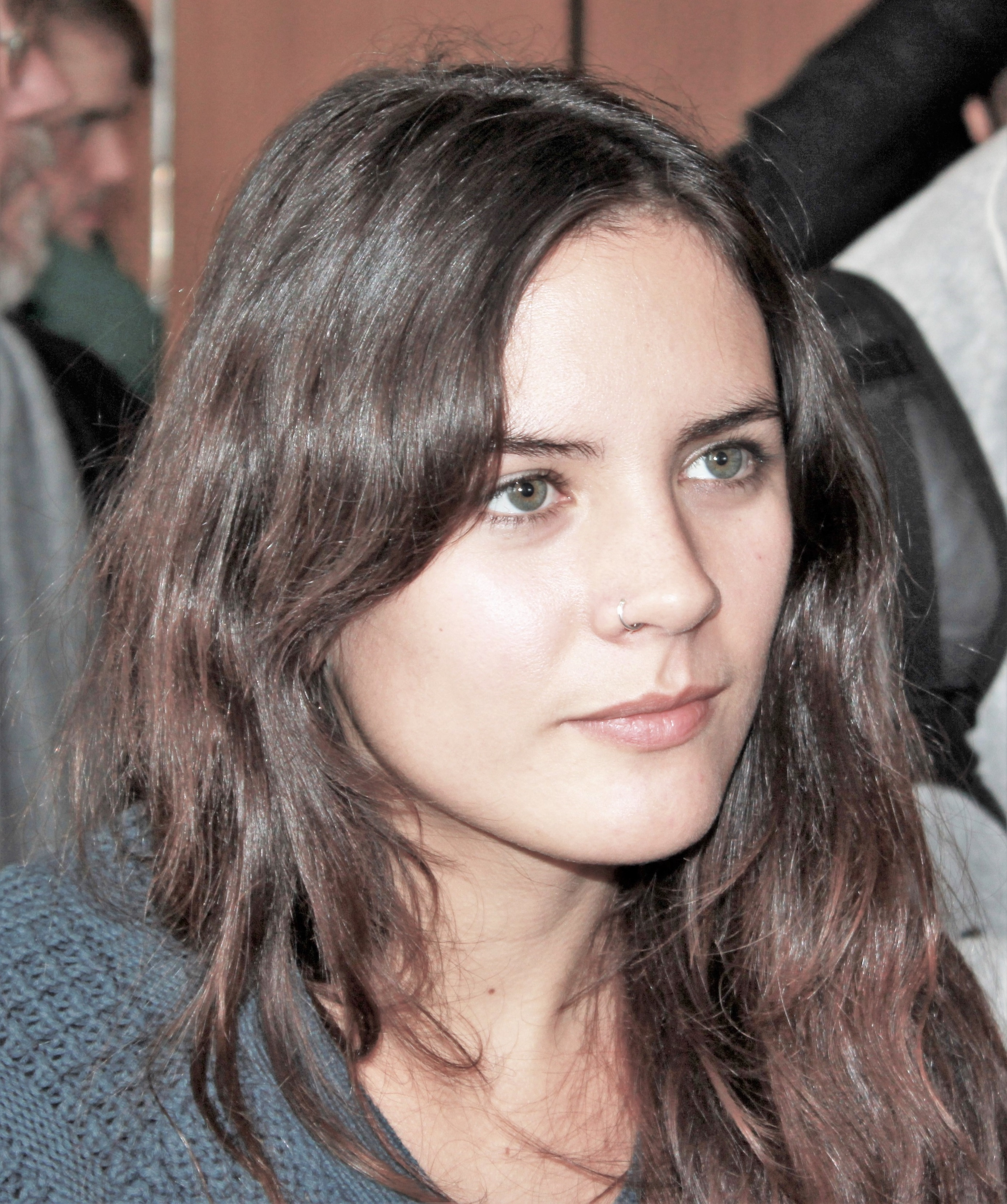
Камила Вальехо, коммунистическая активистка и одна из спикеров студенческого движения

Студенческие протесты в Чили в 2011—2013 годах, также Чилийская студенческая зима (исп. El invierno estudiantil chileno) — серия массовых акций протеста, получившие в местной прессе название «чилийский конфликт в сфере образования». Протесты возглавлялись студентами с целью добиться большего участия государства в системе среднего и высшего образования. В настоящее время в Чили, только 45 % старшеклассников учатся в традиционных государственных школах и большинство университетов также частные. С конца эпохи Пиночета (1990) не было создано новых государственных университетов, хотя число студентов возросло.
Помимо конкретных требований относительно образования, протесты отражают «глубокое недовольство» среди некоторой части общества с высоким уровнем неравенства в Чили.
В результате протестов министр образования Чили Хоакин Лавин ушёл в отставку, однако никаких существенных изменений в образовательной системе страны не последовало, что в дальнейшем станет одним из факторов массовых протестов 2019 года. Лидеры студенческого движения — Камила Вальехо, Габриэль Борич, Кароль Кариола и Джорджо Джексон — в последующем станут депутатами парламента. Также протесты благоприятно сказались на рейтинге поддерживавшей их экс-президента Чили Мишель Бачелет, сыграв определённую роль в её возвращении на пост в 2014 году. Из политических сил страны от протестов сильнее всего выиграли Коммунистическая партия Чили и её молодёжная организация, значительно нарастившие популярность в студенческой среде.